# Orte
Orte est une commune italienne située dans la province de Viterbe, dans la région du Latium, dans la partie centrale du pays. Lors du recensement de 2019, elle compte 8 765 habitants.

## Histoire
Orte est, d'après sa propre tradition, fondée par des réfugiés Pélasges en -1528 et devient probablement l'une des cités qui composent la fédération étrusque. À la suite de violents bombardements lors de la Seconde Guerre mondiale, nombre de villageois doivent trouver refuge dans les communes environnantes. La médaille de bronze du mérite civil est remise à la commune pour la bravoure de ses habitants.

## Géographie

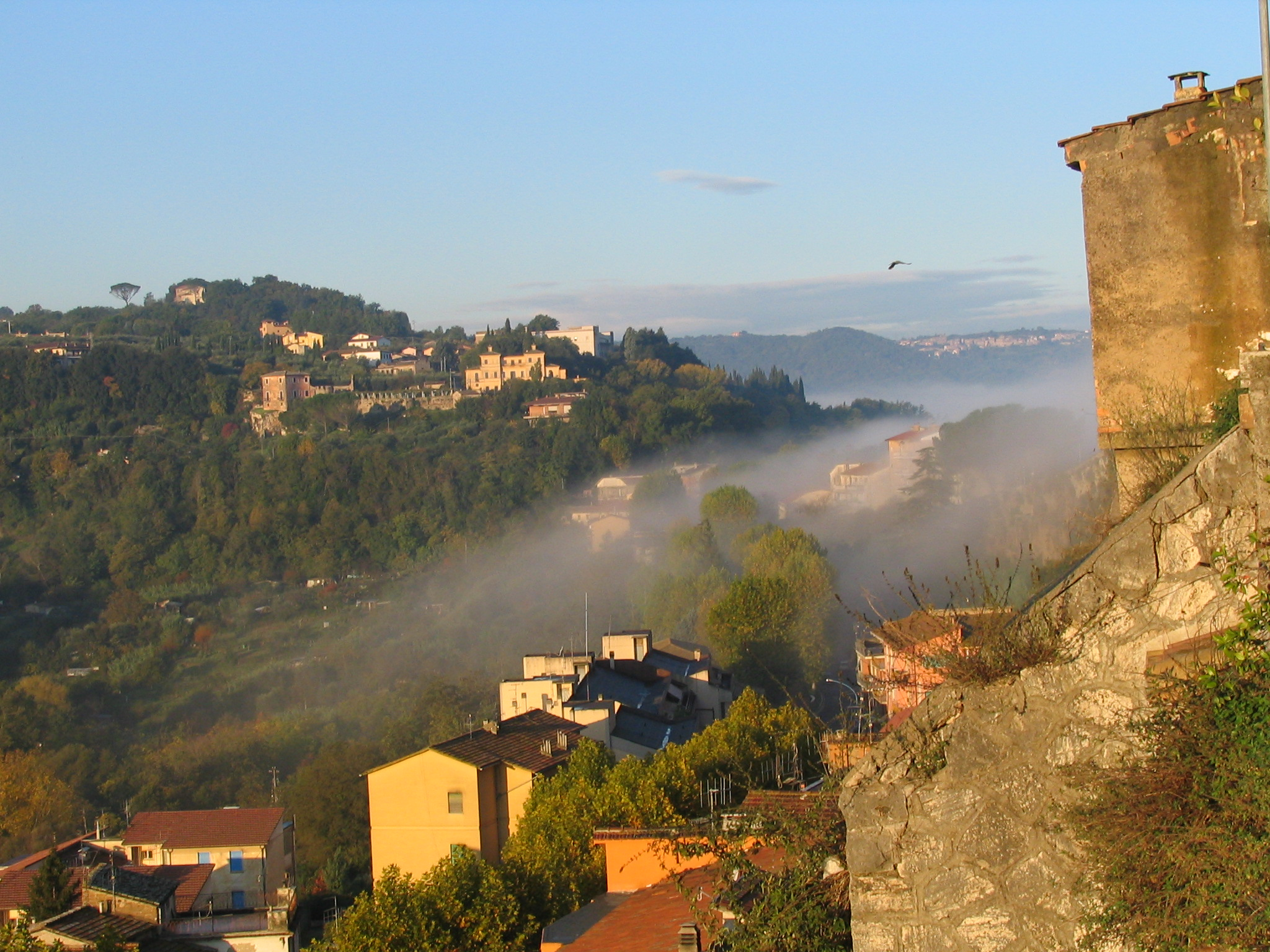
Pentes du village.

Au-delà du village d'Orte, la commune couvre également la frazione d'Orte Scalo, où se trouve la gare d'Orte, sur la ligne de Florence à Rome. Outre le transport ferroviaire, la commune est desservie par l'autoroute A1, reliant Milan et Naples. Les communes limitrophes sont Amelia, Bassano in Teverina, Gallese, Giove, Magliano Sabina, Narni, Otricoli, Penna in Teverina et Vasanello.

## Économie
L'économie locale repose grandement sur l'artisanat, alimenté par l'excavation de travertin.

## Culture
Le village apparaît dans un documentaire de 1974 réalisé par Pier Paolo Pasolini pour la Rai et intitulé Pasolini et… la forme de la ville. Dans le film, 
En ce moment, la destruction de l'ancien monde, c'est-à-dire le monde réel, a lieu partout. L'irréalité s'étend à travers la spéculation immobilière du néocapitalisme ; au lieu d'une Italie belle et humaine, même si elle est pauvre, nous faisons maintenant face à quelque chose d'indéfini, et c'est peu de dire que c'est laid. »

## Monuments et patrimoine
Le principal monument du village est la cathédrale d'Orte, ainsi que dans une moindre mesure l'église San Silvestro. Depuis une décision du pape Boniface IX en 1396, Orte accueille chaque deuxième dimanche de septembre des jeux à caractère médiéval.

## Administration
| Période                                  | Période         | Identité           | Étiquette                     | Qualité        |
| ---------------------------------------- | --------------- | ------------------ | ----------------------------- | -------------- |
| 13 juin 1999                             | 13 juin 2004    | Arnaldo Pattumelli | Liste civique                 |                |
| 13 juin 2004                             | 25 mai 2014     | Dino Primieri      | Liste civique (centre gauche) |                |
| 25 mai 2014                              | 30 juillet 2015 | Moreno Polo        | Liste civique                 | Démissionnaire |
| 5 juin 2016                              | En fonction     | Angelo Giuliani    | Liste civique                 |                |
| Les données manquantes sont à compléter. |                 |                    |                               |                |

## Jumelage
Orte est jumelée à Idalion, à Chypre.